# Форца д'Агро
Фо̀рца д'Агро̀ (на италиански и на сицилиански: Forza d'Agrò) е село и община в Южна Италия, провинция Месина, автономен регион и остров Сицилия. Разположено е на 420 m надморска височина. Населението на общината е 914 души (към 2011 г.).